# Robert Liottel
Robert Gustave Édouard Liottel (* 23. September 1885 in Romilly-sur-Seine; † 23. April 1968 in Druye) war ein französischer Degenfechter. Das IOC führt ihn in seinen Berichten als Lionel Liottel.

## Erfolge
Robert Liottel wurde 1922 in Paris Vizeweltmeister. Zwei Jahre darauf nahm er an den Olympischen Spielen 1924 in Paris als Mitglied der französischen Equipe teil. Mit dieser wurde er nach Siegen über Schweden, die Niederlande und die Vereinigten Staaten Olympiasieger.